# スターダスト・レビューの星になるまで
『スターダスト・レビューの星になるまで』（スターダストレビューのほしになるまで）は、日本のラジオ番組。

## 概要
2006年4月2日放送開始。
調布エフエム放送をキー局として全国のコミュニティ放送局及び栃木放送で放送されている。
スターダストレビューのメンバーである柿沼清史、寺田正美、林“VOH”紀勝がパーソナリティを務める。
但し、根本要は本番組には出演しない。
スターダストレビューのフロントマン的な存在の根本が「居ないからこそ」の3人の楽しいトークが聴ける番組。放送時間は30分。
内容はグループの裏話や季節の話題、時事問題など多岐にわたる。
基本的にはスタジオ収録であるが、コンサートツアーが近い時やレコーディング中の時などは、練習をするリハーサルスタジオなどで“出張”録音を行うこともある。

## ネット局
※放送時間はJST、2020年8月現在。
| 放送地域             | 放送局                     | 放送時間                 |
| -------------------- | -------------------------- | ------------------------ |
| 東京都調布市         | 調布エフエム放送（キー局） | （土）23:30〜24:00       |
| 秋田県湯沢市         | エフエムゆーとぴあ         | （土）21:00〜21:00       |
| 秋田県湯沢市         | エフエムゆーとぴあ         | （水）9:00〜9:30〈再〉   |
| 新潟県新津市         | エフエム新津               | （土）23:30〜24:00       |
| 東京都武蔵野市       | エフエムむさしの           | （日）19:30〜20:00       |
| 東京都西東京市       | エフエム西東京             | （日）21:30〜22:00       |
| 東京都立川市         | エフエムラジオ立川         | （土）22:00〜22:30       |
| 神奈川県横浜市青葉区 | 横浜コミュニティ放送       | （日）19:00〜19:30       |
| 大阪府八尾市         | やおコミュニティ放送       | （金）14:30〜15:00       |
| 大分県中津市         | FMなかつ                   | （金）16:00〜16:30       |
| 宮崎県宮崎市         | 宮崎サンシャインエフエム   | （木）18:00〜18:30       |
| 兵庫県加古川市       | BAN-BANラジオ              | （水）19:30〜20:00       |
| 兵庫県加古川市       | BAN-BANラジオ              | （金）12:30〜13:00〈再〉 |
| 栃木県               | 栃木放送                   | （木）20:30〜21:00       |
| 愛知県名古屋市       | MID-FM                     | （日）24:00〜24:30       |
| 静岡県島田市         | FM島田                     | （金）16:00〜16:30       |
| 北海道室蘭市         | FMびゅー                   | （金）21:00〜21:30       |
| 北海道伊達市         | Wi-radio                   | （金）21:00〜21:30       |
| 青森県八戸市         | ビーエフエム               | （金）19:00〜19:30       |
| 群馬県沼田市         | 沼田エフエム放送           | （金）19:00〜19:30       |
| 北海道根室市         | FMねむろ                   | （土）11:30〜12:00       |
| 茨城県つくば市       | ラヂオつくば               | （土）16:30〜17:00       |
| 神奈川県大和市       | FMヤマト                   | （土）14:30〜15:00       |
| 鳥取県米子市         | DARAZコミュニティ放送      | （土）16:30〜17:00       |
| 岐阜県多治見市       | エフエムたじみ             | （土）19:00〜19:30       |
| 群馬県伊勢崎市       | いせさきFM放送             | （土）21:00〜21:30       |
| 山梨県甲府市         | エフエム甲府               | （土）21:00〜21:30       |
| 山梨県甲府市         | エフエム甲府               | （日）10:00〜10:30〈再〉 |

インターネット配信は、ネット局を通じてCSRAサイマルラジオ、JCBAサイマルラジオ、ListenRadio、FM++、radiko（栃木放送）で行われている。